# Ердойца Гойкоечеа
Ердойца Гойкоечеа (ісп. Erdoitza Goikoetxea, 24 січня 1975) — іспанська хокеїстка на траві.
Учасниця Олімпійських Ігор 2000, 2004 років.